# Quella strada chiamata paradiso
Quella strada chiamata paradiso (588, Rue Paradis) è un film del 1992 diretto da Henri Verneuil. 
È il seguito di Mayrig (1991): i due film, nonostante l'importanza storica del tema trattato, hanno avuto scarsa diffusione in Italia, come ha denunciato la scrittrice Antonia Arslan. Il titolo fa riferimento a Rue Paradis, strada di Marsiglia in cui sono domiciliati i protagonisti della vicenda.
Racconta la storia di una famiglia armena rifugiatasi in Francia (precisamente a Marsiglia) per sfuggire al genocidio. Si può considerare un film autobiografico del regista.

## Trama
La famiglia del protagonista (Azad Zakarian), ricchi armatori dell'Armenia, riesce a scampare al genocidio rifugiandosi a Marsiglia. Come ogni rifugiato non ha più nulla, fatta eccezione per i forti legami affettivi dei suoi componenti, la propria dignità e la propria identità culturale. Il primo domicilio sarà in una camera malsana di un condominio sito al civico 109 di Rue Paradis. Si riparte da zero in condizioni di estrema miseria e discriminazione, ma consapevoli delle uniche ricchezze rimaste: la famiglia e le proprie radici. "Il male peggiore dell'esiliato è la nostalgia di ciò che è perduto. Guai a cedere ai rimpianti che gli fanno stringere il cuore, che gli fanno ricordare cos'era una volta a paragone di adesso. Purtroppo per noi la nostalgia è un lusso. Noi possiamo solo continuare a vivere." Con queste parole il padre del protagonista chiede ad un suo connazionale di portarlo con sé presso lo zuccherificio dove lavorava, con la speranza di ottenere un impiego come operaio. Ogni risorsa viene investita nella cura del protagonista, in età scolare, garantendogli un'educazione pari a quella della ricca borghesia francese. Col tempo, riescono a rilevare il piccolo negozio di camicie per il quale la madre e le due zie del protagonista lavoravano, sito al 168 di Rue Paradis.
Azad affronta, fin da piccolo, le difficoltà di un'integrazione sociale e culturale in un contesto avulso dal proprio, senza rendere partecipe la propria famiglia delle discriminazioni sistematiche che subisce dai suoi coetanei e dai suoi precettori.
Dopo essersi laureato in ingegneria, il giovane si appassiona al teatro. Diventa un importante regista e giungono fama, affermazione sociale e ricchezza.
Sposa una donna che, vergognandosi delle origini del marito, lo induce a cambiare il proprio nome e cognome con uno francese. Nel sistematico tentativo di cancellare il suo passato, tenta di allontanarlo dalla sua stessa famiglia.
Nonostante una vita apparentemente invidiabile, Pier, già Azad,  si sente sempre più avulso dal contesto in cui vive e questo stato di alienazione finisce per condizionare le dinamiche relazionali con la moglie e la famiglia di origine. A seguito di un'intervista concessa dagli anziani genitori ad una rivista francese, ritenuta inopportuna dalla moglie, scaturisce una mortificante invettiva telefonica contro il padre. "Mio padre mi ascoltò senza dire una parola. Sotto lo sguardo impietoso di Carole dissi cose che oltrepassavano di gran lunga quello che pensavo. Avevo dimenticato la vecchia massima che lui mi ripeteva spesso:"Parla sempre come se non ci fosse un domani per pentirti di quello che hai detto il giorno prima"." ll padre si fa dignitosamente da parte e muore senza che il figlio possa comunicargli le sue scuse. Il rimorso lo induce a riconsiderare il suo percorso identitario.
L'ennesimo tentativo della moglie di mortificare pubblicamente la madre è l'occasione per il protagonista di confessarle di non riconoscersi più nell'immagine costruitagli. Ne consegue che i coniugi si separano.
Riconciliatosi con se stesso e con le proprie origini, torna a prendersi cura della madre regalandole un domicilio al civico 588 di Rue Paradis, in una residenza lussuosa che da bambino la madre gli aveva indicato essere simile a quella in Armenia. Nel partire per una tournée, la madre gli raccomanda di portare con se un pullover per proteggersi dal freddo e questo gesto lo riporta indietro nel tempo quando regolarmente la madre gli nascondeva un maglioncino nella valigia per proteggerlo da "un freddo immaginario". Consapevole del fatto che il tempo dell'addio alla madre si avvicina pensa al freddo che proverà "veramente" nel momento del distacco, per il quale non basterà il maglioncino raccomandatogli.

## Trasmissione
In Italia il film è andato in onda prima nel 2000 su Rai1 durante l'estate nel primo pomeriggio, poi replicato diverse volte (ad esempio nel 2004 su Rai 2) assieme al suo predecessore, presentato con un titolo unico (Mayrig - Quella strada chiamata paradiso), e diviso in due parti, con alcune scene tagliate, per ridurne la durata di alcuni minuti.